# Кипарисовые
Кипари́совые (лат. Cupressáceae) — семейство деревянистых растений порядка Сосновые.
Невысокие, а также высокие и сверхвысокие (как, например, секвойя и секвойядендрон) вечнозелёные деревья, кустарники и стланики, распространённые в Северном и Южном полушариях. Растения семейства содержат эфирные масла и тритерпеновые соединения.

## Ботаническое описание
Кипарисовые — пряморастущие или стелющиеся ветвистые кустарники или деревья.
Листья растений крестообразно противостоящие или мутовчатые (по три, реже четыре). Молодые листья игольчатые (опадают).
Растения одно- или двудомные.

### Мужские шишки
Мужские цветочные шишки (микростробилы) мелкие, отдельно стоящие на коротких побегах. Тычинки супротивные или мутовчатые с коротким черешком и широкой конечной чешуёй, пыльцевые зёрна свободные.

### Женские шишки
Женские цветочные шишки (мегастробилы) перекрёстно-парные или мутовчатые. Шишки деревянистые, с налегающими друг на друга щитовидными чешуями, или косточковидные, иногда — шишкоягоды со сросшимися чешуями (у можжевельника и Arceuthos).

### Семена
Семена свободные или связаны в ядро, крылатые и бескрылые. Семядолей от двух до шести.

### Кариология
Для кипарисовых в целом характерно постоянство хромосомных наборов, в гаплоидном наборе 11 хромосом, в диплоидном — 22 (n=11, 2n=22). У глиптостробуса, а также некоторых сортов горохоплодного кипарисовика и криптомерии зафиксировано триплоидное состояние, а у можжевельников подрода Sabina — как три-, так и тетраплоиды. Секвойи обладают гексаплоидным хромосомным набором (6n=66).

## Распространение
Представителей семейства можно встретить в Северном полушарии (особенно в Северной Америке и Восточной Азии до Средиземноморья). Встречаются и в Южном полушарии.

## Систематика
По информации базы данных The Plant List (на июль 2016) семейство включает 32 рода и 166 видов:
- Actinostrobus Miq. — Актиностробус
- Athrotaxis D.Don — Атротаксис
- Austrocedrus Florin & Boutelje — Австроцедрус
- Callitris Vent. — Каллитрис
- Callitropsis D.P. Little — Каллитропсис
- Calocedrus Kurz — Калоцедрус
- Chamaecyparis Spach — Кипарисовик
- Cryptomeria D.Don — Криптомерия
- Cunninghamia R.Br. — Куннингамия
- Cupressus L. — Кипарис
- Diselma Hook.f. — Дизельма
- Fitzroya Hook.f. ex Lindl. — Фицройя
- Fokienia A.Henry & H.H.Thomas
- Glyptostrobus Endl. — Глиптостробус
- Hesperocyparis Bartel & R.A.Price — Гесперокипарис
- Juniperus L. — Можжевельник
- Libocedrus Endl. — Либоцедрус
- Metasequoia Hu & W.C.Cheng — Метасеквойя
- Microbiota Kom. — Микробиота
- Neocallitropsis Florin — Неокаллитропсис
- Papuacedrus H.L.Li — Папуацедрус
- Pilgerodendron Florin — Пильгеродендрон
- Platycladus Spach — Плосковеточник
- Sabina
- Sequoia Endl. — Секвойя
- Sequoiadendron J.Buchholz — Секвойядендрон
- Taiwania Hayata — Тайвания
- Taxodium Rich. — Таксодиум
- Tetraclinis Mast. — Тетраклинис
- Thuja L. — Туя
- Thujopsis Siebold & Zucc. ex Endl. — Туевик
- Widdringtonia Endl. — Виддрингтония